# Confine tra Cina e Tagikistan
Il confine tra la Cina e il Tagikistan ha una lunghezza di 477 km e parte dalla triplice frontiera con il Kirghizistan e segue approssimativamente una linea nord-sud attraverso varie creste montuose e cime della catena del Pamir fino alla triplice frontiera con l'Afghanistan. Il confine separa il distretto di Murghob nella regione autonoma del Gorno-Badachšan in Tagikistan dalla contea di Akto nella prefettura autonoma kirghisa di Kizilsu (a nord) e la contea autonoma tagica di Tashkurgan dalla prefettura di Kashgar (a sud) nella regione autonoma uigura dello Xinjiang, in Cina.

## Storia

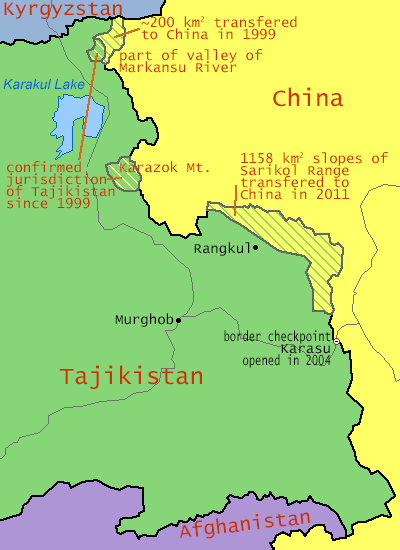
Cambiamenti di confine tra la Cina (in giallo) e il Tagikistan (in verde)

Le origini del confine risalgono alla metà del XIX secolo, quando l'impero russo si espanse in Asia centrale e stabilì il controllo sulla regione del lago Zajsan. L'istituzione del confine tra l'Impero russo e l'Impero Qing, non troppo diverso dall'odierno confine sino-kazako / kirghiso / tagico era previsto nella Convenzione di Pechino del 1860; l'effettiva linea di confine ai sensi della convenzione fu tracciata dal Trattato di Tarbagatai (1864) e dal Trattato di Uliassuhai (1870), lasciando il lago Zajsan dalla parte russa. La presenza militare dell'Impero Qing nel bacino di Irtyš venne abbattuta durante la rivolta dei Dungani (1862-1877), ma dopo il fallimento della ribellione e la riconquista dello Xinjiang da parte di Zuo Zongtang, il confine tra l'impero russo e quello Qing nel bacino del fiume Ili fu ulteriormente riadattato a favore della Russia, dal Trattato di San Pietroburgo (1881) e da una serie di protocolli successivi. Nel 1915 fu firmato un accordo che delimitava più precisamente il confine tra la Valle di Ili e la regione Džungarski di Alatau. La sezione più a sud della frontiera (cioè all'incirca la metà meridionale del moderno confine tra Cina e Tagikistan) non fu delimitata, in parte a causa della continua rivalità tra Gran Bretagna e Russia per il dominio nell'Asia centrale conosciuta come il Grande Gioco; alla fine questi due Paesi concordarono che l'Afghanistan sarebbe rimasto uno stato cuscinetto indipendente e interposto tra essi: il corridoio afghano del Wakhan fu creato nel 1895. La Cina non rientrava in questi accordi e pertanto la sezione più meridionale del confine Cina-Russia rimase indefinita. Quando il Tagikistan divenne indipendente nel 1991 ereditò una sezione della frontiera Cina-URSS. Quel confine seguiva la divisione del bacino di drenaggio tra l'Amu Darya e il fiume Yarkand fino a raggiungere Markansu.
Nel 2011 il Tagikistan ha ratificato un accordo risalente al 1999 (e un accordo supplementare del 2002) per cedere rispettivamente 200 km² e 1122 km² di territorio nelle montagne del Pamir alla Repubblica popolare cinese, ponendo fine a una disputa lunga 130 anni. Nel trattato, anche la Cina ha rinunciato a oltre 28000 km² di territorio tagiko.

## Geografia

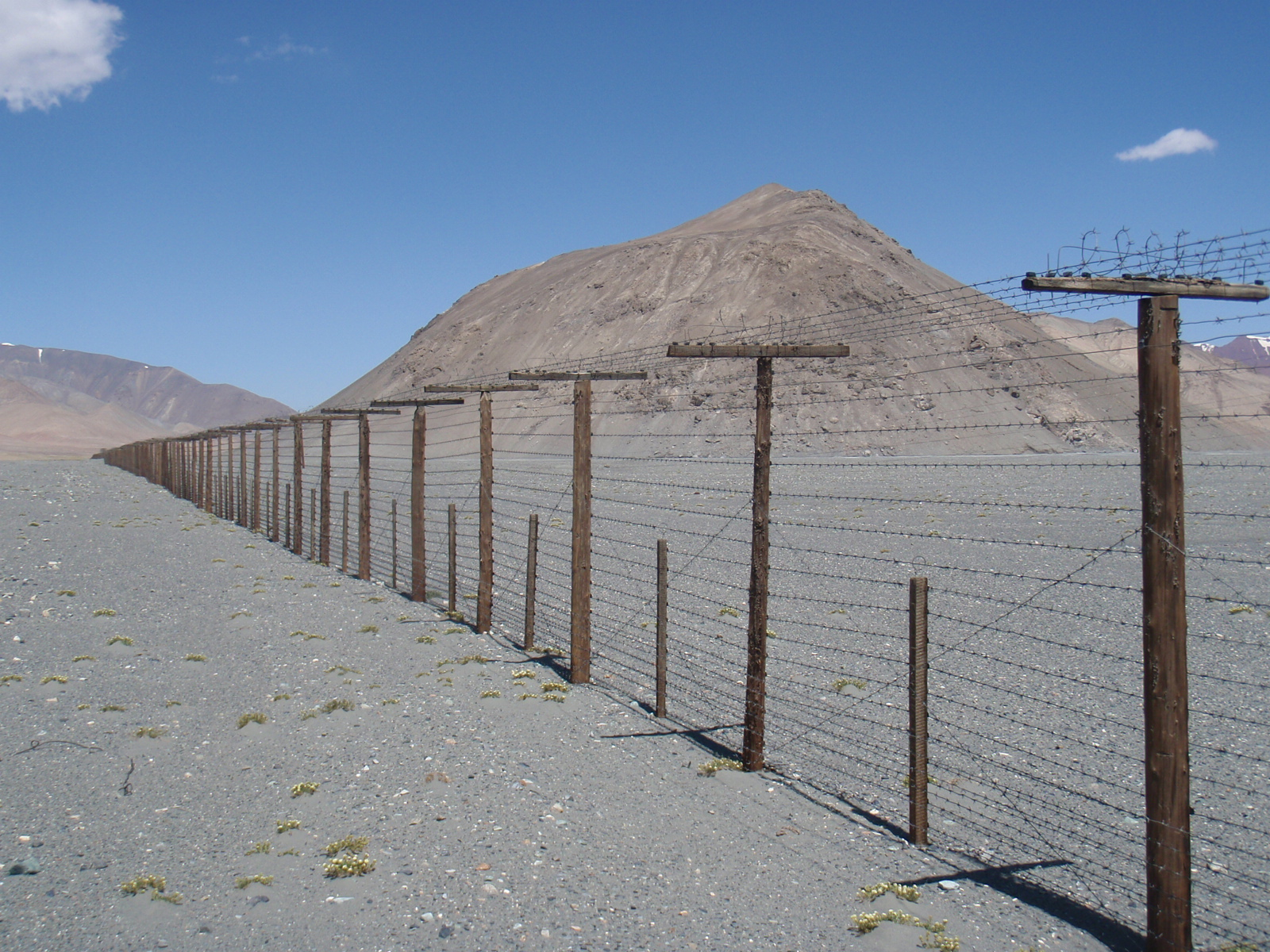
Recinzione al confine tra Cina e Tagikistan

Un punto a nord del fiume Markansu al confine tra Cina e Tagikistan rappresenta il punto più occidentale della Cina.
L'estremità meridionale del confine si trova alla triplice frontiera Afghanistan-Cina-Tagikistan sul picco Povalo-Shveikovskogo che rappresenta anche l'estremità orientale del confine tra Afghanistan e Tagikistan e l'estremità settentrionale del confine tra Afghanistan e Cina, nonché il punto più orientale dell'Afghanistan.

## Valichi di frontiera
Il Passo Kulma (4.362,7 m) è l'unico valico di frontiera moderno tra la Cina e il Tagikistan. Storicamente, vi sono due passi più a sud lungo il confine, il Passo Nezatash e il Passo Beyik. A nord-ovest del Passo Kulma si trova il Passo Uzbel / Kyzyl-Dzhiik (noto anche come Uzbel Shankou).